# 罗斯托克号小巡洋舰 (1912年)
罗斯托克号是德意志帝国海军于1910年代建造的两艘卡尔斯鲁厄级小巡洋舰的末舰，以梅克伦堡-什未林城市罗斯托克命名。其唯一的姊妹舰是卡尔斯鲁厄号；它们与前级马格德堡级非常相似。舰只于1911年在基尔的霍瓦兹船厂开始架设龙骨，并于1912年11月下水，至1914年2月完工。罗斯托克号的主舰炮为十二门105毫米45倍径速射炮，最高速度达28.5节。
罗斯托克号在投入公海舰队使用后便担任其中一支鱼雷艇区舰队的向导舰；它曾分别在针对英国海岸的作战行动和多格滩海战期间为第一侦察集群的战列巡洋舰提供屏护。在1916年5月31日－6月1日爆发的日德兰海战中，罗斯托克再被委派至战列舰队的屏护部队。它在日德兰参与了重大行动，并频繁与英国轻型部队交火，最终于午夜后不久被敌对驱逐舰所发射的鱼雷击中。它只得通过德国鱼雷艇拖行，但至翌日清晨，英国轻巡洋舰都柏林号碰到了正在撤退的舰只。为了防止被俘，德国人在疏散其船员后设置炸药凿沉了罗斯托克号。

## 设计
罗斯托克号是为替代老旧的小巡洋舰秃鹫号而以“秃鹫替舰（Ersatz Geier）”为代号进行订购，并于1911年在基尔的霍瓦兹船厂开始架设龙骨，建造编号为181。它于1912年11月12日下水，之后展开舾装工作。在下水仪式上，由罗斯托克时任市长马格努斯·马斯曼主持为舰只命名。至1914年2月5日，罗斯托克号正式投入公海舰队使用。
罗斯托克号的全长为142.2（466英尺6英寸），有13.7（44英尺11英寸）的舷宽和5.38（17英尺8英寸）的前吃水。在满载情况下，舰只的排水量可达6,191公噸（6,093長噸）。其推进系统由两套船用蒸汽轮机组成，以驱动两副直径为3.5（11英尺6英寸）的三叶螺旋桨。舰只设计可输出26,000匹軸馬力（19,000千瓦特）的额定功率，但在实际使用中达到了43,628匹軸馬力（32,533千瓦特）。它们由十二台燃煤船用式水管锅炉和两台燃油双头水管锅炉提供动力，这使得舰只的最高速度可达29.3節（54.3每小時）。罗斯托克号能够携带1,300公噸（1,300長噸）煤和额外200公噸（200長噸）燃油，允许其以12節（22每小時）的速度续航5,000海里（9,300）。舰只的标准船员编制则为18名军官及355名水兵。
罗斯托克号的主舰炮由十二门单装105毫米45倍径速射炮组成。其中两门并排布置在艏艛前方，八门设于舰舯、每边各四门，以及两门并排布置在舰艉。炮管的仰角可提升至30°，使其可以瞄准最高达12,700（13,900碼）开外的目标。它们共提供1800发弹药，其中每炮150发。此外，舰只还标配搭载有两具500（19.7英寸）鱼雷管和五枚鱼雷，均浸没舷侧的船体内。它同样具备携带120枚水雷的能力。在装甲方面，罗斯托克号受到60（2.4英寸）厚的水线装甲带保护；司令塔的侧面有100（3.9英寸）厚，而甲板的厚度则为60毫米。

## 服役历史
在1914年入役后，罗斯托克号便被委派至公海舰队担任其中一支鱼雷艇区舰队的向导舰。1915年1月24日，罗斯托克号在海军少将弗朗茨·冯·希佩尔率领的第一侦察集群的战列巡洋舰出击期间负责提供支援，目的是摧毁正在多格滩附近活动的英国轻型部队。它与三艘小巡洋舰和十九艘鱼雷艇共同航行。罗斯托克号和几艘鱼雷艇的任务是屏护战列巡洋分舰队的左翼。德国人遇到了五艘英国战列巡洋舰，并导致了多格滩海战的爆发。在此期间，大巡洋舰布吕歇尔号被击沉。作为第一侦察集群屏护部队的一份子，罗斯托克号还于1916年4月24日参加了炮击雅茅斯及洛斯托夫特的行动。当战列巡洋舰炮击洛斯托夫特时，罗斯托克号及其它五艘巡洋舰则与英国哈里奇部队交战。此后不久，战列巡洋舰的介入迫使哈里奇部队撤退。德国分舰队随后中止行动并返回港口。

英国（蓝）及德国（红）舰队在日德兰海战中的调遣图

罗斯托克号还参加了1916年5月31日爆发的日德兰海战。它作为鱼雷艇区舰队的向导舰，悬挂着区舰队司令、海军大校安德烈亚斯·米歇尔森的旗帜。该区舰队主要负责为公海舰队的战列分舰队提供屏护。当德国舰队抵达英国和德国战列巡洋分舰队的交战现场时，两艘驱逐舰——啄羊鹦鹉号和斗鹎号试图攻击德国的战列线。罗斯托克号随一些战列舰与驱逐舰交战，两艘驱逐舰都被德国猛烈的炮火击至失效。战列舰摧毁了啄羊鹦鹉号和斗鹎号，而它们的船员则被德国鱼雷艇救起。
在19:32，罗斯托克号与几艘鱼雷艇越过德国阵线，并开始布设烟幕以掩护德国舰队撤退。大约二十分钟后，米歇尔森派出了几艘鱼雷艇，前往协助受损严重的战列巡洋舰吕措号。当德国舰队组成夜间巡航编队时，罗斯托克号随第四侦察集群的小巡洋舰一同落至舰队的左舷侧。而至午夜前不久，罗斯托克号和第四侦察集群遇到了英国第2轻巡洋分舰队。午夜刚过，英国第4驱逐区舰队向罗斯托克号所驻守的德国阵线发动袭击。后者直接炮轰驱逐舰，因为对手坚持攻击。驱逐舰向德国人发射了几枚鱼雷，迫使罗斯托克号和其它驱逐舰转身躲避；这导致它们直接面向第一战列分舰队的战列舰群。罗斯托克号顺利穿过了编队，但小巡洋舰埃尔宾号不慎与其中一艘战列舰发生碰撞而失效。
在混乱的夜间交战中，罗斯托克号以探照灯照亮了驱逐舰布罗克号。来自罗斯托克号以及战列舰威斯特法伦号、莱茵兰号的组合炮火压制了这艘驱逐舰；尽管受损严重，它还是挣扎着回到港口。罗斯托克号随即受到驱逐舰伏兵号和竞赛号的攻击；这两艘舰在大约1,000碼（910）的范围内各发射了一枚鱼雷。其中一枚鱼雷于01:30命中罗斯托克号，但无法证实是由哪艘驱逐舰射出。罗斯托克号还遭到三枚4英寸（100）炮命中，可能是来自布罗克号。失效的罗斯托克号召唤己方驱逐舰S54号前来；由S54号负责以10節（19每小時）的速度拖曳前行。另外两艘驱逐舰V71号和V73号随后也加入其中，它们已从区舰队中分离出来，负责护送罗斯托克号返回港口。
6月1日凌晨03:55左右，这四艘德国舰只遇到了英国轻巡洋舰都柏林号。三艘驱逐舰遂与残疾的罗斯托克号并排，并疏散了其船员，同时闪烁着英国挑战信号的头两个字母。为了掩盖德国军舰的身份，它们还布设了烟幕。大约十分钟后，S54号搭载着罗斯托克号的船员离开，而V71号和V73号则仍在。凿沉炸药已经在小巡洋舰上设置好，但为了确保罗斯托克号尽快下沉，两艘驱逐舰还向该舰发射了三枚鱼雷。罗斯托克号的舰艏率先于04:25左右沉没，然后V71号与V73号以高速驶向喇叭礁。罗斯托克号的船员中共有14人在战斗中丧生，另有6人负伤。在战斗过程中，罗斯托克号共发射了约500枚105毫米炮，比其它任何德国军舰都多。为了纪念该舰，第二艘以罗斯托克命名的小巡洋舰（科隆级）于1918年4月下水，但未能在战争结束前完工。